# Cambio automatico

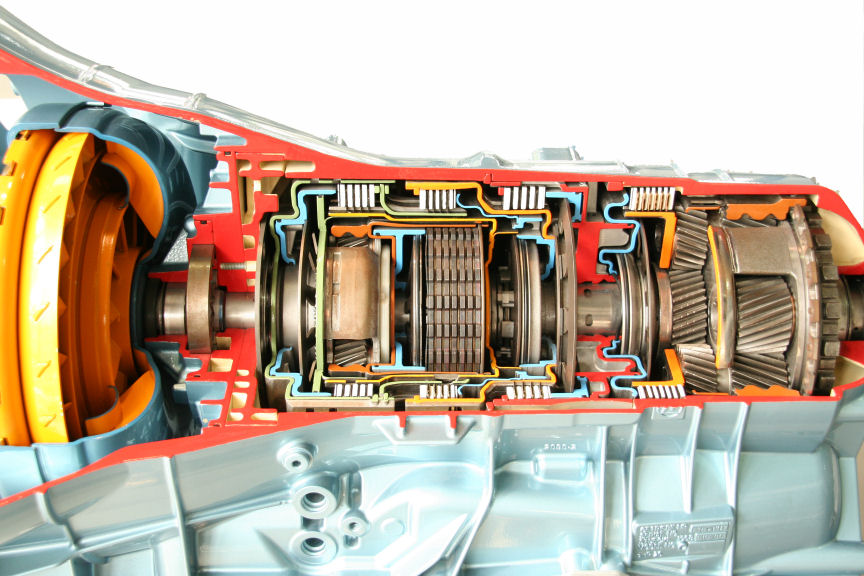
sezione di cambio automatico ZF

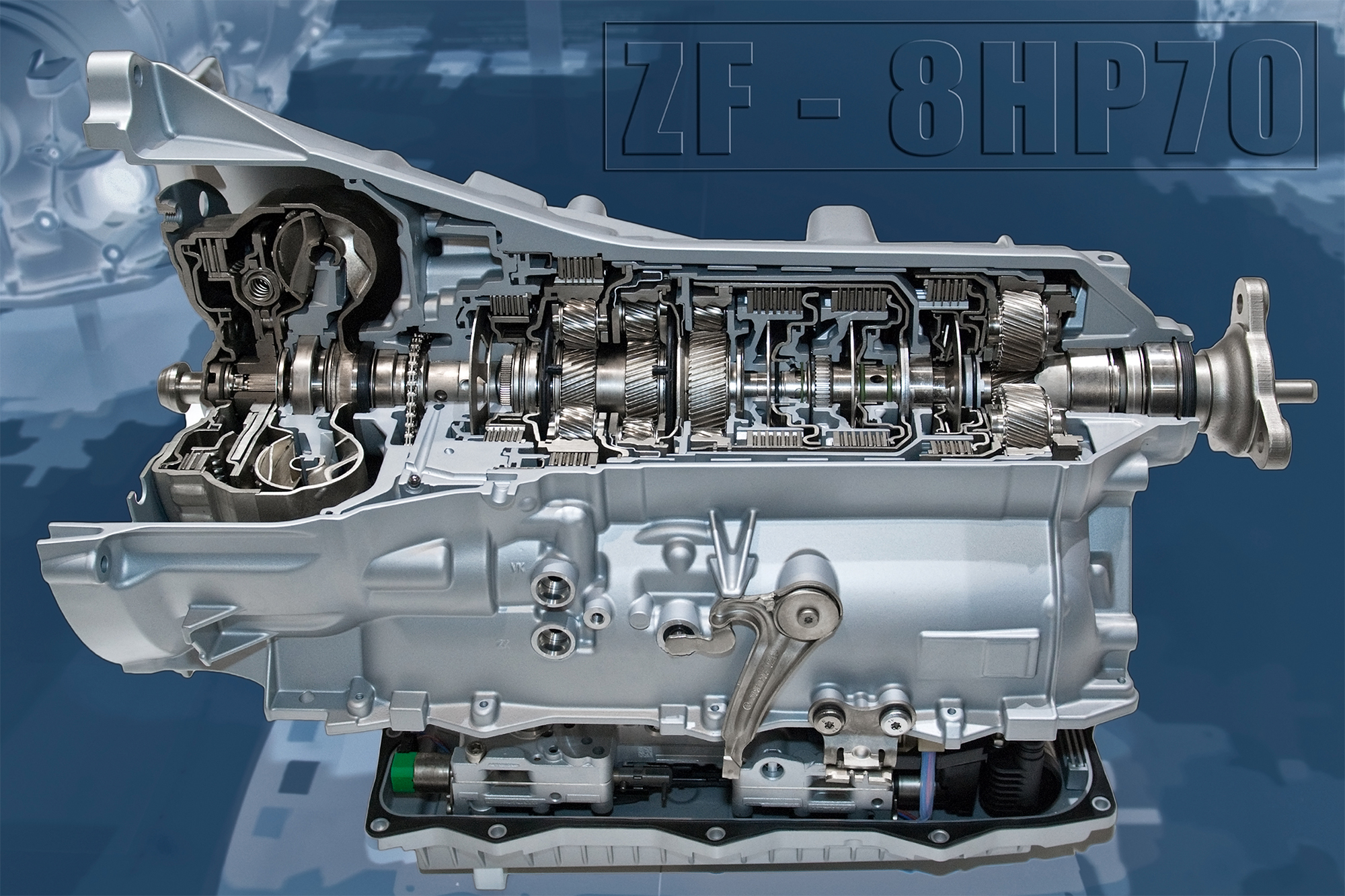
trasmissione automatica ad 8 velocità, ZF-Getriebe AG

Il cambio automatico è un tipo di cambio che negli autoveicoli provvede autonomamente alla selezione adatta del rapporto di trasmissione e quindi non necessita l'intervento dell'operatore del veicolo.
Spesso la parte meccanica della trasmissione impiega rotismi epicicloidali, e questo fa sì che cambio automatico e cambio a rotismi epicicloidali siano identificati impropriamente come la stessa cosa. Più propriamente "automatico" fa riferimento al tipo di controllo: possono esistere cambi a rotismi epicicloidali non automatici (ad esempio quello adottato dalla Ford modello T) oppure cambi con la classica struttura dei cambi manuali, ma a controllo automatico (cambio robotizzato).

## Storia
Il cambio automatico si è molto diffuso negli Stati Uniti a partire dagli anni cinquanta, mentre la sua diffusione è stata più lenta in Europa. Uno dei motivi di ciò è la riduzione dell'efficienza energetica ed il maggior consumo di carburante causato dal cambio automatico, particolare evidente nei primi modelli. Un secondo motivo è legato alla maggiore cilindrata media delle macchine con conseguente disponibilità di alte potenze.
Il primo brevetto di un "cambio automatico progressivo di velocità" in Italia venne presentato e registrato nel 1931 a nome del giovane studente di ingegneria Elio Trenta (il brevetto venne rilasciato dal Ministero delle Corporazioni-Ufficio delle proprietà intellettuali con il numero 298415), anche se altri brevetti per progetti similari erano stati depositati nel Regno Unito (1924), Canada (Alfred Horner Munro, inventato nel 1921 e brevettato nel 1925) e Stati Uniti (1927). Nel 1935 la Peugeot acquistò il progetto di Gaston Fleischel per un sistema elettromagnetico, ma i primi veicoli ad avere un cambio completamente automatico furono i modelli Oldsmobile del 1940, il cui sistema era chiamato Hydra-matic, a quattro rapporti e senza frizione. Su questi modelli l'opzione cambio automatico era offerta a soli 57$. Negli anni cinquanta Oldsmobile produsse milioni di automobili con cambio automatico, dimostrandone la popolarità negli Stati Uniti.
Il cambio automatico idraulico fu poi introdotto da General Motors, Chrysler e Borg-Warner (produttore di cambi per Ford) nei primi anni cinquanta. I primi modelli avevano due rapporti e non erano in grado di trasmettere molta coppia, poi a breve furono prodotti modelli a tre rapporti.
Negli anni ottanta si è avuto un salto tecnologico con l'introduzione della quinta marcia, che ha migliorato il rendimento energetico dei cambi idraulici nei lunghi viaggi. Un altro miglioramento notevole risalente al medesimo periodo fu l'introduzione del convertitore di coppia a frizione (TCC o Lockup torque converter). Il sistema consiste nell'abbinare al convertitore di coppia una frizione comandata da un elettromagnete, in grado di connettere direttamente l'ingresso con l'uscita quando determinato dal computer di bordo. Eliminando gli attriti del fluido nel convertitore di coppia a velocità elevate, questo sistema offre un ulteriore risparmio di carburante.
È stato fatto similmente un tentativo di migliorare il rendimento con una frizione sul rapporto per la marcia veloce che intervenga automaticamente oltre una certa velocità. Il risultato è però un sistema troppo invadente, con continui inserimenti e disinserimenti in certe condizioni che comportino piccole variazioni di velocità, quali il vento.
Con l'aumento delle prestazioni dei computer di bordo, tra gli anni ottanta e novanta una parte sempre maggiore delle funzioni delle valvole è stata trasferita nell'elettronica. Il controllo delle valvole da parte del computer (alcuni produttori dedicano un microprocessore specializzato solo per il controllo del cambio) rende l'intervento più preciso e consente in alcune auto l'adozione del controllo semi-automatico sequenziale o robotizzato o anche "semisequenziale", in cui il guidatore indica al computer quali rapporti inserire o viene gestito interamente dal computer. Questi cambi migliorano notevolmente il comportamento in discesa e l'utilizzo del freno motore; alcuni modelli sono in grado di riconoscere lo stile del guidatore e adattarsi di conseguenza.
Un particolare tipo di cambio automatico, detto cambio continuo o a rapporto variabile, non ha rapporti fissi predeterminati, ma può variare il rapporto di trasmissione con continuità entro l'intervallo di lavoro.

## Cambio tradizionale a rotismi epicicloidali
Il tipo più diffuso di cambio automatico è quello a rotismi epicicloidali.
In queste realizzazioni un gruppo di sistemi epicicloidali in serie consentono di realizzare ciascuno un cambio di rapporto mediante il solo intervento di freni che agiscono, a seconda dei casi, sulla corona, sul pignone o sul portasatelliti, e talvolta anche mediante l'uso di frizioni (di solito multidisco) che rendano solidali tra loro due di questi tre elementi.
Il comando automatico della cambiata viene realizzato di solito sfruttando la pressione di un fluido in un circuito idraulico azionato essenzialmente da un rilevatore di velocità finale (tradizionalmente un meccanismo a dilatazione centrifuga), ma sempre più spesso anche sulla base di altri rilevatori, ad esempio della parzializzazione della carburazione, oppure del carico sopportato, oppure della pendenza del tracciato. 

### Struttura e funzionamento
Una trasmissione con cambio a rotismi epicicloidali idraulico è solitamente costituito dalle seguenti parti:
- Convertitore di coppia: è un dispositivo interposto tra il motore ed il cambio che sostituisce la tradizionale frizione. Produce una variazione della coppia alle basse velocità e durante le accelerazioni, ma soprattutto azionato "al minimo" (ossia al minimo regime del motore) non trasmette momento torcente, se non di entità minima e comunque sempre vincibile da una minima azione dei freni. Un veicolo con convertitore di coppia ha quindi (salvo casi particolari) solo due pedali: acceleratore e freno. Tale organo meccanico è diffuso anche su veicoli su cui non è presente una trasmissione a cambio automatico, come in molte macchine operatrici, e in alcuni veicoli ferroviari. Il convertitore di coppia svolge anche una limitata regolazione continua del rapporto, in aggiunta al rapporto fisso del cambio.

- Cambio a rotismi epicicloidali: costituisce la parte principale di un cambio automatico. Il rapporto di trasmissione è determinato, come già detto, da un sistema di freni e frizioni agenti su sistemi epicicloidali.

- Attuatore: è il centro di controllo di tutto il sistema. Tradizionalmente è costituito da un sistema idraulico in cui un fluido in pressione giunge da una pompa azionata dall'albero di ingresso, e qui viene regolato da un sistema di valvole premute da molle. Il sistema di valvole elabora la pressione della pompa e la pressione di un rivelatore centrifugo (oltre ad un segnale idraulico determinato dalla posizione della leva di selezione e della valvola a farfalla) per determinare il rapporto da inserire. La differenza di pressione tra due cavità determina l'apertura o la chiusura di una valvola di comando, consentendo o meno il passaggio del fluido che aziona gli attuatori di frizioni e freni. Si tratta di un vero e proprio calcolatore idraulico, e infatti in molti cambi moderni è un microprocessore ad azionare le valvole con l'aiuto di attuatori elettromeccanici. La complessità e il notevole numero di componenti costituenti il corpo valvole rendevano in passato il cambio automatico molto costoso rispetto al manuale. Oggi la produzione di massa ha ridotto la differenza di prezzo di questo optional.

### Comandi per il guidatore
L'unico tipo di interazione che il cambio automatico richiede al conducente è quella relativa alla selezione della modalità di funzionamento. Per questo esiste una leva (selettore) che può essere spostata su una delle seguenti posizioni (in generale):
- P - Parking (parcheggio): l'albero di trasmissione e le ruote sono bloccati, lasciando libero l'albero motore. Questo impedisce all'automobile di muoversi per esempio se parcheggiata in pendenza[1]
- R - Reverse gear (retromarcia): come nel cambio manuale, attiva gli ingranaggi grazie a cui le ruote eseguono la rotazione in senso contrario e contemporaneamente accende le luci di retromarcia[1]
- N - Neutral (folle): come nella folle dei cambi meccanici, in questa posizione non viene trasmessa potenza all'albero di trasmissione, di conseguenza il motore e le ruote girano indipendenti[1]
- D - Drive (guida): posizione di guida normale, in cui il cambio interviene variando automaticamente i rapporti[1]
- 3 - Terza (non sempre presente): in questa posizione il cambio è limitato alla terza marcia
- 2 - Seconda: in questa posizione il cambio è limitato alla seconda marcia
- 1 - Prima: in questa posizione il cambio è limitato alla prima marcia
- L - Low (normalmente presente nei cambi a variazione continua): in questa posizione il cambio è limitato ai rapporti più bassi
- S - Sport (guida sportiva, non sempre presente): il cambio interviene automaticamente e più frequentemente durante la guida. La ripresa aumenta con il numero di giri
- +/- se abbinato a un cambio sequenziale, per impostare manualmente i rapporti senza utilizzare la frizione (cambiata sequenziale)

Esistono anche comandi (specialmente sugli autobus) formati da una pulsantiera, generalmente con D (Drive), N (Neutral), R (reverse) poi in aggiunta anche 1 per limitare la marcia fino alla 1ª, 2 fino alla 2ª e 3 è stata gradualmente sostituita dal tasto D per bloccare le marce. A motore in moto per inserire la marcia (D o qualsiasi altro pulsante) occorre, per motivi di sicurezza, tener premuto a fondo il pedale del freno. Inoltre il guidatore ha a disposizione altri comandi del cambio automatico: nel pedale del freno (comandi frenatura idraulica) e nel pedale dell'acceleratore, (kick down). Su diversi modelli il selettore del cambio (leva) ha un pulsante che deve essere necessariamente premuto per spostare la leva stessa nelle posizioni P oppure R (tasto rilascio blocco).
Per poter manovrare il selettore del cambio in caso rimanga bloccato in posizione P, esiste solitamente un comando meccanico su cui agire per sbloccarlo. Esistono procedure di emergenza nei casi in cui per vari motivi (es. batteria elettrica completamente scarica o guasto), occorra poter muovere il veicolo ma il cambio automatico mantenga bloccate le ruote oppure occorra spostare il veicolo a spinta (posizione N).

### Corpo valvole manuale
Particolari cambi automatici idraulici hanno il corpo valvole comandato manualmente dal guidatore, il quale decide così il rapporto da inserire ma senza l'uso della frizione. L'impiego di questi cambi è limitato alle auto sportive o da gara.
In alcuni modelli è possibile commutare tra la modalità manuale o quella automatica.
Il sistema è però superato dal corpo valvole controllato elettronicamente.

## Cambio a variazione continua
Appartengono a questa categoria quelle trasmissioni che non hanno coppie di ingranaggi che determinano rapporti fissi, bensì possono variare il rapporto di trasmissione senza soluzione di continuità all'interno di un intervallo compreso tra un rapporto minimo ed uno massimo, permettendo al motore di mantenere un regime di lavoro perfettamente costante.

### A variatore di velocità
Il tipo di cambio continuo più diffuso è quello a variatore di velocità, talvolta chiamato Variomatic dal nome commerciale della prima trasmissione di questo tipo commercializzata con successo. Utilizza una coppia di pulegge la cui larghezza di gola può essere variata per fare lavorare la cinghia su diametri diversi ottenendo quindi il rapporto desiderato. Anche questo tipo di cambio negli ultimi decenni ha beneficiato della gestione elettronica che ha soppiantato il sistema meccanico a masse centrifughe e molla di contrasto per la regolazione dei giri motore, consentendo tra l'altro varie modalità di funzionamento (normale, economica, sportiva) nonché la possibilità di "simulare" le marce di un cambio tradizionale.

## Cambio meccanico robotizzato
Un cambio robotizzato è un normale cambio meccanico tipico delle trasmissioni manuali, ma dotato di servomeccanismi che azionano in maniera autonoma la frizione e le aste di selezione delle marce. Hanno il vantaggio che possono essere utilizzate le trasmissioni manuali che la casa ha già in produzione, con dei minimi adattamenti, inoltre non avendo componenti idrauliche consentono un risparmio sui consumi rispetto ad un cambio automatico epicicloidale tradizionale. La centralina col software di gestione determina il miglior rapporto in funzione delle condizioni di lavoro del motore e gestisce automaticamente le cambiate, oppure consente le cambiate manuali con un'opportuna modalità sequenziale. 

### A doppia frizione
Una categoria interessante di questo tipo di trasmissioni sono quelle a doppia frizione (DCT, dual clutch transmission), nelle quali di fatto il cambio è diviso a metà, una coi rapporti pari ed una coi rapporti dispari, ciascuna avente una frizione dedicata. L'algoritmo della centralina determina in base alle condizioni di lavoro del motore (accelerazione, decelerazione, ecc.) quale sarà il rapporto che verrà inserito successivamente e lo preseleziona sull'altra metà del cambio; le cambiate poi avvengono semplicemente disinnestando una frizione e contemporaneamente innestando l'altra. Questo sistema consente delle cambiate estremamente rapide, e viene pertanto molto usato sulle auto sportive ad elevate prestazioni, dove i tempi di cambiata possono scendere a poche decine di millisecondi.